# Florian (film)
Pour plus de détails, voir Fiche technique et Distribution.
Florian est un film américain réalisé par Edwin L. Marin, sorti en 1940.

## Fiche technique
- Titre : Florian
- Réalisation : Edwin L. Marin
- Scénario : Noel Langley et James Kevin McGuinness d'après le roman de Felix Salten
- Direction artistique : Cedric Gibbons
- Costumes : Adrian et Gile Steele
- Photographie : Karl Freund
- Montage : Frank E. Hull
- Musique : Franz Waxman
- Société de production : Metro-Goldwyn-Mayer
- Pays de production : États-Unis
- Format : Noir et blanc - 1,37:1
- Genre : drame
- Durée : 91 minutes
- Date de sortie : 1940

## Distribution
- Robert Young : Anton Erban
- Helen Gilbert (en) : Duchesse Diana
- Charles Coburn : Dr Johannes Hofer
- Lee Bowman : Archiduc Oliver
- Reginald Owen : Empereur François-Joseph Ier
- Lucile Watson : Comtesse
- Irina Baranova : Trina
- Rand Brooks : Victor
- S. Z. Sakall : Max
- William B. Davidson : Archiduc François-Ferdinand d'Autriche
- George Lloyd (en) : Marco Borelli
- George Irving : Bantry
- Charles Judels : Editor